# 王章祜
王章枯（1878年—？），字叔钧，四川华阳县（今属双流）人。清朝及中华民国官员。

## 生平
王章枯是清朝贡生。早年他曾留学日本。归国后，他历任清朝学部普通科司长、一等书记官。1912年中华民国成立后，他任中华民国北京政府教育部佥事。1912年12月，他任四川教育司司长。1914年6月，他任四川政务厅厅长。1917年9月，他任直隶教育厅厅长。1920年8月，他署教育部次长，任职至1921年5月被免职。1920年8月至1921年7月，他兼任京师图书馆馆长。1928年，他任关税自主委员会专门委员。后来，他还曾历任国民政府财政部驻北平办事处处长，河北财政厅特派员，河北热河官产总处处长，山东盐运使，两淮盐运使等职务。
其后他的生平不详。